# In dich hab ich gehoffet, Herr

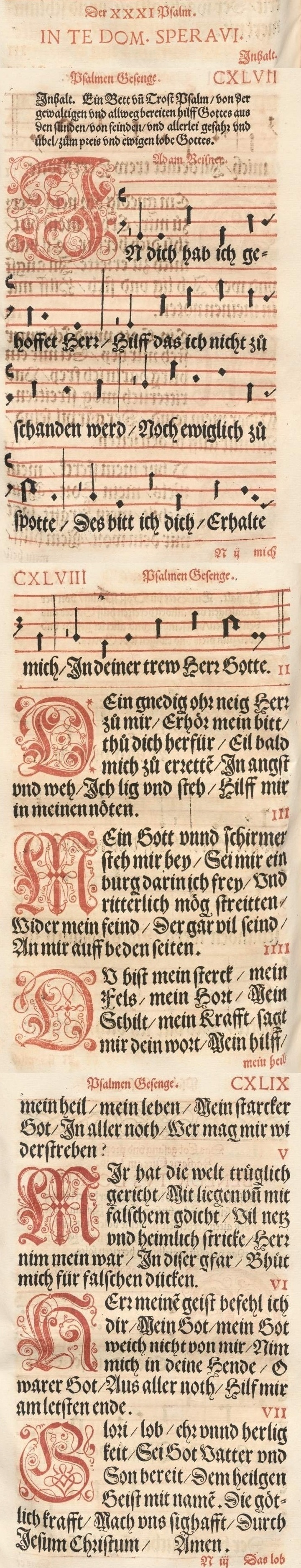
In dich hab ich gehoffet, Herr, Druckfassung Straßburg 1560

In dich hab ich gehoffet, Herr ist ein lutherisches Kirchenlied. Den Text, eine Nachdichtung des ersten Teils von Psalm 31, veröffentlichte Adam Reusner 1533. Die Melodie, deren Vorformen sich bis ins 14. Jahrhundert zurückverfolgen lassen, wurde 1560 mit dem Text verbunden.

## Entstehung
Adam Reusner, der in Wittenberg studiert hatte, knüpfte mit seiner Psalmnachdichtung an Martin Luthers Psalmlieder an. Wie dieser behandelte er die Vorlage verhältnismäßig frei und textreich, anders als die Reformierten Lobwasser und später Jorissen, die in der Tradition des Genfer Psalters standen.

## Form
Die sechszeilige Strophenform mit dem Reimschema a–a–b–c–c–b ist kunstvoll vor allem durch die auf vier Silben verkürzten Zeilen 4 und 5.

## Inhalt
Wie seine Vorlage ist der Text ein Vertrauensbekenntnis zu Gott, der „Burg“, dem „Fels“, dem „Schild“, und eine Bitte um Schutz und Hilfe angesichts von „Nöten“ und „Feinden“. In Beibehaltung der liturgischen Tradition des Psalmgebets schließt das Lied mit einer Paraphrase des Gloria Patri.

## Text und Vorlage
| Liedtext (Evangelisches Gesangbuch 275) | Psalm 31, 1–6 und Gloria Patri (Luther 2017) |
| 1. In dich hab ich gehoffet, Herr; hilf, dass ich nicht zuschanden werd noch ewiglich zu Spotte. Das bitt ich dich: erhalte mich in deiner Treu, mein Gotte. 2. Dein gnädig Ohr neig her zu mir, erhör mein Bitt, tu dich herfür, eil, bald mich zu erretten. In Angst und Weh ich lieg und steh; hilf mir in meinen Nöten. 3. Mein Gott und Schirmer, steh mir bei; sei mir ein Burg, darin ich frei und ritterlich mög streiten, ob mich gar sehr der Feinde Heer anficht auf beiden Seiten. 4. Du bist mein Stärk, mein Fels, mein Hort, mein Schild, mein Kraft – sagt mir dein Wort –, mein Hilf, mein Heil, mein Leben, mein starker Gott in aller Not; wer mag mir widerstreben? 5. Mir hat die Welt trüglich gericht’ mit Lügen und falschem Gedicht viel Netz und heimlich Stricke; Herr, nimm mein wahr in dieser G’fahr, b’hüt mich vor falscher Tücke. 6. Herr, meinen Geist befehl ich dir; mein Gott, mein Gott, weich nicht von mir, nimm mich in deine Hände. O wahrer Gott, aus aller Not hilf mir am letzten Ende. 7. Preis, Ehre, Ruhm und Herrlichkeit sei Vater, Sohn und Geist bereit’, Lob seinem heilgen Namen. Die göttlich Kraft mach uns sieghaft durch Jesus Christus. Amen. | HERR, auf dich traue ich, lass mich nimmermehr zuschanden werden, errette mich durch deine Gerechtigkeit! Neige deine Ohren zu mir, hilf mir eilends! Sei mir ein starker Fels und eine Burg, dass du mir helfest! Denn du bist mein Fels und meine Burg, und um deines Namens willen wollest du mich leiten und führen. Du wollest mich aus dem Netze ziehen, das sie mir heimlich stellten; denn du bist meine Stärke. In deine Hände befehle ich meinen Geist; du hast mich erlöst, HERR, du treuer Gott. Ehre sei dem Vater und dem Sohn und dem Heiligen Geist, wie es war im Anfang, jetzt und immerdar, und von Ewigkeit zu Ewigkeit. Amen. |

## Melodien
Reusner ordnete dem Text in der Erstveröffentlichung 1533 und noch in seinem Gesangbuch von 1554 die Melodie des Passionsliedes Da Jesus an dem Kreuze stund zu. In Martin Bucers Straßburger Gesangbuch von 1560 findet er sich dann erstmals mit der bis heute verwendeten Melodie, einer Weiterbildung spätmittelalterlicher Vorlagen, die im dorischen Modus steht, durch Rhythmus und Intervallsprünge aber frohe Zuversicht ausstrahlt.
Johann Sebastian Bach bearbeitete die Melodie im Orgelbüchlein (BWV 640). Dagegen verwendete er in der Kantate Falsche Welt, dir trau ich nicht (BWV 52/6) für Reusners 1. Strophe, in der Matthäuspassion (BWV 244/38) für Reusners 5. Strophe und im Actus tragicus (BWV 106/4) für Reusners 7. Strophe die Melodie Mein schönste Zier und Kleinod; diese Melodie liegt auch der Orgelbearbeitung BWV 712 zugrunde.